# 제39회 베네치아 국제 영화제
제39회 베네치아 국제 영화제는 1982년 8월 28일에 열린 시상식이다. 이탈리아 베니스에서 개최되었다.

## 수상 및 후보

### 황금사자상
- 사물의 상태 - 빔 벤더스 수상

### 심사위원 특별상
- 임페러티브 - 크지쉬토프 자누쉬 수상

### 특별사자상
- Chastnaya zhizn - Mikhail Ulyanov 수상

### 파시네티 어워드 - 여우주연상
- 템피스트 - 수잔 서랜든 수상

### 파시네티 어워드 - 감독상
- 임페러티브 - 크지쉬토프 자누쉬 수상

### 파시네티 어워드 - 남우주연상
- 독수리호의 모험 - 막스 폰 시도우 수상